# Episodi di The Paradise (prima stagione)
La prima stagione della serie televisiva britannica The Paradise, composta da 8 episodi, è stata trasmessa in prima visione su BBC One dal 25 settembre al 13 novembre 2012.
In Italia è stata trasmessa in prima visione su Mya dal 24 maggio al 21 giugno 2014, e in chiaro su La EFFE dal 14 settembre al 5 ottobre 2014.
| nº | Titolo originale | Titolo italiano | Prima TV UK       | Prima TV Italia |
| -- | ---------------- | --------------- | ----------------- | --------------- |
| 1  | Episode 1        | Episodio 1      | 25 settembre 2012 | 24 maggio 2014  |
| 2  | Episode 2        | Episodio 2      | 2 ottobre 2012    | 31 maggio 2014  |
| 3  | Episode 3        | Episodio 3      | 9 ottobre 2012    | 7 giugno 2014   |
| 4  | Episode 4        | Episodio 4      | 16 ottobre 2012   | 14 giugno 2014  |
| 5  | Episode 5        | Episodio 5      | 23 ottobre 2012   | 14 giugno 2014  |
| 6  | Episode 6        | Episodio 6      | 30 ottobre 2012   | 21 giugno 2014  |
| 7  | Episode 7        | Episodio 7      | 6 novembre 2012   | 21 giugno 2014  |
| 8  | Episode 8        | Episodio 8      | 13 novembre 2012  | 21 giugno 2014  |

## Episodio 1
- Titolo originale: Episode 1
- Diretto da: Marc Jobst
- Scritto da: Bill Gallagher

### Trama
La giovane campagnola Denise Lovett arriva in città convinta di poter trovare lavoro presso la bottega di suo zio Edmund, che non è però in grado di aiutarla. Cerca quindi un'occupazione come commessa presso il vicino negozio The Paradise, una raffinata attività commerciale che mira ad attirare una clientela composta non solamente da ricchi. Il suo proprietario, il signor Moray, mira ad ingrandire il suo giro d'affari e cerca sostegno nel banchiere Lord Glendenning, con la cui figlia Katherine intrattiene una relazione. La donna, che non vede l'ora di sposarsi, spinge per un matrimonio e sostiene il compagno nei confronti del padre. Dovendo dare prova delle potenzialità del suo negozio, Moray organizza una grande svendita, che se non andasse a buon fine potrebbe mettere a repentaglio le sorti del Paradise. Alla sua rischiosa decisione si oppone Dudley, il suo primo collaboratore, che ostacola i suoi piani. Intanto a Denise viene accordato un periodo di prova agli ordini della severa Miss Audrey, che fin dall'inizio non la vede di buon occhio, nonostante la ragazza si metta subito in luce.
- Ascolti UK: telespettatori 6 610 000[5].

## Episodio 2
- Titolo originale: Episode 2
- Diretto da: David Drury
- Scritto da: Bill Gallagher

### Trama
Katherine porta al negozio la sua triste amica Jocelin Brookmire, che resta estasiata dall'ambiente e colpita dalle attenzioni di Sam. La nobildonna invita il commesso a casa dei Glendenning - dove è ospite - per ringraziarlo, ma un suo slancio emotivo mette a repentaglio l'occupazione di Sam e la reputazione del Paradise.
- Ascolti UK: telespettatori 5 790 000[5].

## Episodio 3
- Titolo originale: Episode 3
- Diretto da: David Drury
- Scritto da: Gaby Chiappe

### Trama
Un neonato viene abbandonato all'interno del Paradise e Moray non si lascia sfuggire l'occasione per fare pubblicità al negozio. Denise suggerisce brillanti idee al proprio datore di lavoro, provocando l'astio di Miss Audrey. Tra le varie iniziative, Moray stringe un accordo con Peter Adler, il proprietario di un orfanotrofio con cui Katherine entra subito in simpatia. Adler porta al Paradise un gruppo di bambine, la cui presenza genera in Clara emozioni contrastanti.
- Ascolti UK: telespettatori 5 700 000[5].

## Episodio 4
- Titolo originale: Episode 4
- Diretto da: Sue Tully
- Scritto da: Bill Gallagher

### Trama
Miss Audrey cade vittima di una misteriosa malattia e Moray, contrariamente ad ogni logica di anzianità lavorativa, sceglie di affidare il reparto a Denise per sfruttare il suo talento con un importante cliente. La decisione genera il risentimento di Clara e aumenta le preoccupazioni di Miss Audrey. Katherine intanto porta avanti la sua relazione con Adler.
- Ascolti UK: telespettatori 5 140 000[5].

## Episodio 5
- Titolo originale: Episode 5
- Diretto da: Marc Jobst
- Scritto da: Bill Gallagher

### Trama
L'espansione del Paradise trova un intoppo nell'ambizioso barbiere Bradley Burroughs, che pretende un ruolo da socio a fianco di Moray per cedere i suoi spazi. Denise suggerisce a Miss Audrey un evento riservato agli uomini per offrire loro lingerie da regalare alle loro signore, mentre Clara cerca informazioni per screditarla. Dopo aver lasciato Adler, Katherine prova a stuzzicare Moray facendo acquisti dai suoi concorrenti, compreso Edmund.
- Ascolti UK: telespettatori 5 820 000[5].

## Episodio 6
- Titolo originale: Episode 6
- Diretto da: Sue Tully
- Scritto da: Bill Gallagher

### Trama
Lord Glendenning avvisa Moray delle mosse di uno speculatore che vorrebbe acquistare tutti gli edifici della zona per diventare il suo nuovo locatore. Il banchiere gli offre un corposo prestito per batterlo sul tempo e lo incoraggia a sposare Katherine. Miss Audrey si accorge che Denise è in preda alle pene d'amore per il suo datore di lavoro. L'apertura di un nuovo bancone dedicato agli uccelli è per Pauline l'occasione per provare a mettersi in luce, mentre Arthur è terrorizzato da Jonas dopo aver capito cosa potrebbe aver fatto a Burroughs. Il fedele dipendente di Moray vede in Edmund una minaccia ed ordisce un piano per rovinarlo.
- Ascolti UK: telespettatori 5 300 000[5].

## Episodio 7
- Titolo originale: Episode 7
- Diretto da: Marc Jobst
- Scritto da: Katie Baxendale

### Trama
Nel suo nuovo lavoro alla bottega di suo zio Edmund, Denise propone nuove idee per associare i piccoli artigiani della strada, ma il suo entusiasmo si deve scontrare con la fiera indipendenza e la scarsa fiducia dei commercianti. Nel frattempo Katherine sfrutta l'imminente matrimonio per fare pubblicità al Paradise, che considera ormai cosa sua.
- Ascolti UK: telespettatori 5 690 000[5].

## Episodio 8
- Titolo originale: Episode 8
- Diretto da: David Drury
- Scritto da: Bill Gallagher

### Trama
La benedizione di suo zio cancella le ultime remore di Denise, che chiede a Miss Audrey e a Dudley di poter tornare al loro servizio. Nonostante i suoi sforzi però i sentimenti per Moray non si sono spenti. Il cadavere di Bradley Burroughs viene ripescato dal fiume, rappresentando una minaccia per il Paradise. Alla vigilia del matrimonio con Katherine, Moray scopre inoltre che Lord Glendenning non è stato esattamente di parola riguardo ai loro accordi finanziari.
- Ascolti UK: telespettatori 5 770 000[5].